# Passerelle de la Paix
La passerelle de la Paix est une passerelle piétonne et cyclable qui franchit le Rhône et située entre le 6e arrondissement de Lyon et la commune de Caluire-et-Cuire dans le Grand Lyon en France.
Le Grand Lyon a construit une passerelle entre la Cité internationale et la place basse Demonchy du parc Saint-Clair dans la commune de Caluire-et-Cuire. Le premier projet, conçu en 1994, n'a pas été réalisé à cause d'un différend juridique avec l'un des candidats à la maîtrise d'œuvre[réf. nécessaire]. Un nouveau projet, conçu par l'architecte autrichien Dietmar Feichtinger et l'ingénieur Alain Ranvier, a été relancé en 2009. Les travaux de cette passerelle longue de 220 m pour la partie haute (156 m pour la partie basse) ont commencé en mars 2012 pour être achevés en 2013. La passerelle est nommée « passerelle de la Paix » par décision du conseil municipal du 22 octobre 2012. Posée le 13 décembre 2013, l'ouverture au public est faite le 17 mars 2014.
À l'origine, sa conception la rend impraticable en cas de pluie pour le passage des piétons et cyclistes. Des travaux engagés en juillet 2019 par la Métropole de Lyon ont permis de résoudre ce problème.

## Sources
- Cet article est partiellement ou en totalité issu de l'article intitulé « Ponts de Lyon » (voir la liste des auteurs).

.